# Onicólisis
Onicólisis es un término médico usado en dermatología y en Podología, derivado del griego onico, uña y lisis, destrucción. Consiste en la separación distal o lateral de la uña del lecho ungueal. Puede ser debida a muchas causas, cuando es aguda generalmente es secundaria a traumatismos, medicamentos o sustancias químicas. En los casos crónicos, la causa más frecuentes son infecciones por hongos o psoriasis ungueal. A veces se debe a traumatismos menores pero muy repetidos, por ejemplo en deportistas o personas que practican la danza, en algunas ocasiones se debe a la enfermedad de Graves-Basedow o es de causa desconocida.